# Sydlige klumpfisk
Den sydlige klumpfisk (Mola alexandrini) er en fisk som tilhører til familien Molidae. Den sydlige klumpfisk er tæt i familie med Mola mola - og findes i den sydlige halvkugle.
Den sydlige klumpfisks larve blevet identificeret af Marianne Nyegaard og hendes forskningshold via DNA-analyse. Klumpfiskelarver er mellem en og to millimeter lange.
Den 9. december 2021 blev der fundet en død mola alexandrini ud for kysten af øen Faial i Azorerne. Den målte 3,6 meter i højden og 3,5 meter i længden og vejede 2.744 kg. Det er den tungeste klumpfisk der nogensinde er opdaget, og samtidig den tungeste benfisk nogensinde.